# Василёк раскидистый
Василёк раски́дистый (лат. Centaurea diffusa Lam.) — травянистое растение, вид рода Василёк (Centaurea) семейства Астровые (Asteraceae).
Сорняк. Народные названия — верблюдка, растопырка, харлай, перекати-поле, жебрий, серак.

## Морфология
Двулетнее, травянистое растение-полукустарник, имеющее тонкое горизонтальное корневище.
Стебли высотой 15-20 см, прямостоячие, разветвлённые к основе.
Прикорневые и нижние стеблевые листья черешковые, дважды перисто-рассечённые на узколинейные, цельные, заострённые доли; верхние листья сидячие, цельные.
Корзины одиночные, на концах многочисленных веточек разной длины образуют раскидистое, метельчатое соцветие.
Цветы от бледно-розовых до беловатых или белых. 
Плоды — семянки буроватые со слегка заметным хохолком или без него. Цветёт в июле — сентябре. Плоды созревают в августе — октябре. Средняя плодовитость растения: 385 тысяч семян с одного растения.

## Экология
Растёт на супесчаных и песчаных почвах, среди посевов пшеницы, ржи или льна как сорняк. Часто встречается на паровых полях. В пригородных районах и городах часто растёт на щебёнчатой насыпи вдоль железнодорожного полотна.
Растение имеет горький вкус, поэтому никакие животные (ни дикие, ни домашние), кроме верблюдов, его не едят.

## Распространение. Ареал
Голарктический степной вид. Распространён в южной степной части России (Алтайский край, Поволжье, Кубань и Краснодарский край). Растёт в Белоруссии. На Украине растёт практически по всей территории (степная и лесостепная зоны), кроме северных лесных районов. Для сбора наиболее подходят Херсонская и Запорожская области. В Крыму произрастает в северной части Джанкойского района. Растение также завезено (натурализировано) в Северную Америку.

## Использование
Прекрасный медонос и очень засухоустойчивое растение. Семена василька раскидистого продают пчеловодам именно для засева полей под медонос. В засушливых районах Краснодарского края практически является медоносом, спасающим пасечников в засушливые годы. Уникальность этого растения в том, что чем засушливее и жарче лето, тем более медоносным будет василёк раскидистый. Изначально свежескачанный мед, собранный с таких полей, имеет лёгкую горечь, однако через 2-3 недели горечь у мёда проходит.
Используется в медицине (фитотерапии) при лечении гинекологических заболеваний и хронического пиелонефрита. При заваривании отвар василька раскидистого имеет горьковатый вкус.
Используется также в ликёро-водочной промышленности.